# Magny-le-Freule

Magny-le-Freule este o comună în departamentul Calvados, Franța. În 1 ianuarie 2018 avea o populație de 335 de locuitori.